# Ведуреле (Александру-чел-Бун, Нямц)
Ведуреле (рум. Vădurele) — село у повіті Нямц в Румунії. Входить до складу комуни Александру-чел-Бун.
Село розташоване на відстані 277 км на північ від Бухареста, 9 км на захід від П'ятра-Нямца, 104 км на захід від Ясс.

## Населення
За даними перепису населення 2002 року у селі проживала 1131 особа, усі — румуни. Усі жителі села рідною мовою назвали румунську.